# Bouray-sur-Juine
Bouray-sur-Juine is een gemeente in het Franse departement Essonne (regio Île-de-France) en telt 1934 inwoners (2004). De plaats maakt deel uit van het arrondissement Étampes.

## Geografie
De oppervlakte van Bouray-sur-Juine bedraagt 7,2 km², de bevolkingsdichtheid is 268,6 inwoners per km².
De onderstaande kaart toont de ligging van Bouray-sur-Juine met de belangrijkste infrastructuur en aangrenzende gemeenten.

## Demografie
Onderstaande figuur toont het verloop van het inwonertal (bron: INSEE-tellingen).